# Alexander Prass
Alexander Prass (Austria, 26 de mayo de 2001) es un futbolista austriaco. Juega de centrocampista y su equipo es el TSG 1899 Hoffenheim de la 1. Bundesliga. Es internacional absoluto por la selección de Austria desde 2022.

## Trayectoria
El 28 de mayo de 2021 fichó por el SK Sturm Graz.

## Selección nacional
Debutó con la selección de Austria el 16 de noviembre de 2022 en la victoria por 1-0 sobre Andorra en un amistoso.

### Participaciones en Eurocopas
| Copa          | Sede     | Resultado        | Partidos | Goles |
| ------------- | -------- | ---------------- | -------- | ----- |
| Eurocopa 2024 | Alemania | Octavos de final | 4        | 0     |

## Estadísticas
Actualizado al último partido disputado el 17 de mayo de 2025.
| Club                           | Div.          | Temporada     | Liga  | Liga  | Copas nacionales | Copas nacionales | Copas internacionales | Copas internacionales | Total | Total |
| Club                           | Div.          | Temporada     | Part. | Goles | Part.            | Goles            | Part.                 | Goles                 | Part. | Goles |
| ------------------------------ | ------------- | ------------- | ----- | ----- | ---------------- | ---------------- | --------------------- | --------------------- | ----- | ----- |
| F. C. Liefering · Austria      | 2.ª           | 2018-19       | 4     | 0     | —                | —                | —                     | —                     | 4     | 0     |
| F. C. Liefering · Austria      | 2.ª           | 2019-20       | 27    | 6     | —                | —                | —                     | —                     | 27    | 6     |
| F. C. Liefering · Austria      | 2.ª           | 2020-21       | 28    | 6     | —                | —                | —                     | —                     | 28    | 6     |
| F. C. Liefering · Austria      | Total club    | Total club    | 59    | 12    | 0                | 0                | 0                     | 0                     | 59    | 12    |
| SK Sturm Graz · Austria        | 1.ª           | 2021-22       | 28    | 0     | 2                | 0                | 7                     | 0                     | 37    | 0     |
| SK Sturm Graz · Austria        | 1.ª           | 2022-23       | 32    | 3     | 6                | 0                | 8                     | 0                     | 46    | 3     |
| SK Sturm Graz · Austria        | 1.ª           | 2023-24       | 30    | 7     | 6                | 1                | 11                    | 1                     | 47    | 9     |
| SK Sturm Graz · Austria        | Total club    | Total club    | 90    | 10    | 14               | 1                | 26                    | 1                     | 130   | 12    |
| TSG 1899 Hoffenheim · Alemania | 1.ª           | 2024-25       | 23    | 0     | 2                | 0                | 6                     | 0                     | 31    | 0     |
| TSG 1899 Hoffenheim · Alemania | Total club    | Total club    | 23    | 0     | 2                | 0                | 6                     | 0                     | 31    | 0     |
| Total carrera                  | Total carrera | Total carrera | 172   | 22    | 16               | 1                | 32                    | 1                     | 220   | 24    |

## Palmarés

### Títulos nacionales
| Título          | Club          | País    | Año  |
| --------------- | ------------- | ------- | ---- |
| Copa de Austria | SK Sturm Graz | Austria | 2023 |
| Copa de Austria | SK Sturm Graz | Austria | 2024 |
| Bundesliga      | SK Sturm Graz | Austria | 2024 |